# 주머니땃쥐속
주머니땃쥐속(Phascolosorex)은 주머니고양이과에 속하는 유대류 속이다. 2종으로 이루어져 있다.

## 특징
진무맹장목의 땃쥐류와 겉모습이 유사하지만 전혀 다른 주머니고양이목 종이다. 털은 황갈색 또는 회갈색을 띠지만 눈에 띄게 좁은 검은 줄무늬가 주둥이부터 꼬리까지 등을 따라 이어진다. 좁은줄무늬주머니땃쥐는 몸통 길이가 13~17cm인 작은 종으로 배쪽과 발이 갈색을 띠는 반면에 붉은배주머니고양이의 몸통 길이는 17~22cm로 크며 배쪽이 붉고 발은 검다.

## 하위 종
- 붉은배주머니고양이 (Phascolosorex doriae) - 인도네시아
- 좁은줄무늬주머니땃쥐 (Phascolosorex dorsalis) - 인도네시아, 파푸아뉴기니